# 麥克·懷特
麥克·懷特（英語：Michael White，1948年12月29日—2008年4月4日），是一位澳洲社會工作者、家族治療師，創立敘事治療。懷特在兒童和土著以及思覺失調症、厭食症、暴食症、男性暴力和創傷者的臨床實踐上，提供了宝贵的经验和发挥了重要的价值。

## 生平
麥克·金斯利·懷特生長於南澳大利亞州阿得雷德。1979年畢業於南澳大學社會工作學系後，進入阿德萊德婦幼醫院（页面存档备份，存于）擔任精神科社工師。
1983年創立杜維曲中心（英語：the Dulwich Centre），以家族治療師的身分進行執業，直至離世。
2008年創立阿德雷德敘事治療中心（英語：Adelaide Narrative Therapy Centre），提供諮商及培訓課程，並且提供敘事治療發展環境。 
懷特也受到以下的肯定：
- 美國婚姻與家庭治療協會（英语：American Association for Marriage and Family Therapy）國際研究員
- 1989年美國婚姻與家庭治療協會（英语：American Association for Marriage and Family Therapy）大師採訪會議[5]
- 1999年約翰肯尼迪大學授予他人文學名譽博士，已表揚他對家族治療理論與實踐獎的貢獻[6]

## 中文出版書籍
- 《說故事的魔力》，英語：，2008年，繁體中文由心靈工坊出版，ISBN 978-986-678-236-7
- 《敘事治療的工作地圖》，英語：，2008年，張老師文化出版，ISBN 978-957-693-728-6
- 《敘事治療的實踐》，英語：，2012年，張老師文化出版，ISBN 978-957-693-789-7
- 《故事‧解構‧再建構》，英語：，2018年，繁體中文由心靈工坊出版，ISBN 978-986-357-116-2
- 《故事‧知識‧權力》，英語：，2018年，繁體中文由心靈工坊出版，ISBN 978-986-357-117-9

## 外部連結
- Dulwich Centre: Gateway to Narrative Therapy and Community Work
- Narrative Practice Adelaide（页面存档备份，存于）
- Michael White Archive（页面存档备份，存于）
- Narrative Therapy Bibliography（页面存档备份，存于）
- New York Times obituary, 28 April 2008（页面存档备份，存于）
- Narrative therapy founder dies, ABC News, 7 Apr 2008（页面存档备份，存于）
- Social Construction Therapies Network（页面存档备份，存于）